# Hjo (comuna)
Hjo (em sueco: Hjos kommun) é uma comuna da Suécia localizada no condado da Västra Götaland. Está situada na margem ocidental do lago Vättern. Sua capital é a cidade de Hjo. Possui 297 quilômetros quadrados e segundo censo de 2018, havia 9 176.